# Euagathis mellifacies
Euagathis mellifacies är en stekelart som beskrevs av Van Achterberg 2004. Euagathis mellifacies ingår i släktet Euagathis och familjen bracksteklar. Inga underarter finns listade i Catalogue of Life.